# Municipio del Distrito Metropolitano de Quito
El Municipio del Distrito Metropolitano de Quito es el organismo que ejerce el gobierno del Distrito Metropolitano de Quito. Está encabezado por el Alcalde Metropolitano de Quito, quien preside el Concejo Metropolitano, escoge a Administradores Zonales, Directores Metropolitanos, Gerentes de Institutos, Agencias y Empresas Metropolitanas.

## Alcalde Metropolitano
El Alcalde Metropolitano de Quito es la máxima autoridad administrativa y política del Distrito Metropolitano de Quito. Es la cabeza del cabildo y representante del Municipio. Lidera el poder ejecutivo del Gobierno Autónomo Metropolitano. El actual Alcalde Metropolitano es Pabel Muñoz.
Entre otros poderes y responsabilidades, la actual Constitución de la República del Ecuador encarga a los Alcaldes Metropolitano de Quito, la autoridad de administración acompañado de un Concejo Metropolitano conformado por 21 concejales, del cual formará parte, lo presidirá y, tendrá voto dirimente. También puede formar parte del Consejo Provincial de Pichincha como miembro, aunque se puede nombrar a un Concejal Metropolitano. El Alcalde Metropolitano puede asumir funciones del Gobernador Regional y del Prefecto Provincial dentro del Distrito.

## Consejo Metropolitano
El Concejo Metropolitano de Quito ejerce el poder legislativo del Distrito Metropolitano de Quito para expedir ordenanzas, resoluciones y acuerdos. Es un órgano unicameral, compuesto por Concejales Metropolitanos elegidos para un periodo de 4 años mediante sufragio divididos entre 15 Concejales Urbanos (5 por el norte, 5 por el centro y 5 por el sur) y 6 Concejales Rurales, cada Concejal Metropolitano preside una comisión.

## Secretarías Metropolitanas
Son las encargadas de dictar políticas públicas para el distrito y vigilar su ejecución en materias específicas. Actualmente en Quito existen 13 Secretarías Metropolitanas:
- Secretaría General de Planificación
- Secretaría General de Seguridad Ciudadana y Gestión de Riesgo
- Secretaría General de Coordinación Territorial, Gobernabilidad y Participación Ciudadana
- Secretaría de Gobierno Digital y Tecnologías de la Información y Comunicaciones
- Secretaría de Comunicación
- Secretaría de Hábitat y Ordenamiento Territorial
- Secretaría de Movilidad
- Secretaría de Ambiente
- Secretaría de Inclusión Social
- Secretaría de Salud
- Secretaría de Educación, Recreación y Deporte
- Secretaría de Cultura
- Secretaría de Desarrollo Económico y Productivo

## Administraciones

### Administración General
Es la encargada de Administrar todos los bienes del Municipio y del Distrito. Es la encargada de las Direcciones:
- Dirección Metropolitana Financiera
- Dirección Metropolitana Administrativa
- Dirección Metropolitana Financiera Tributaria
- Dirección Metropolitana de Recursos Humanos
- Dirección Metropolitana de Catastro
- Dirección Metropolitana de Informática
- Dirección Metropolitana de Servicios Ciudadanos
- Dirección Metropolitana de Gestión Documental y Archivos.

### Administraciones Zonales
El Distrito Metropolitano de Quito, está dividido en 10 Administraciones Zonales cuyas funciones son el descentralizar los organismos institucionales, así como también mejorar el sistema de gestión participativa. Cada una es dirigida por un administrador zonal designado por el alcalde, el cual es responsable de ejecutar las competencias de la urbe en su sector. El concepto de Zona Metropolitana se creó con la Ley de Régimen del Distrito Metropolitano y las administraciones zonales se crean por Ordenanzas, las actuales Zonas son:

#### Administración Zonal La Delicia
Incluye las parroquias de: 
- San Antonio de Pichincha
- Pomasqui
- El Condado
- Carcelén
- Ponceano
- Cotocollao
- Comité del Pueblo

#### Administración Zonal Calderón

Las 10 administraciones zonales de Quito
Chocó Andino
La Delicia
Calderón
Eugenio Espejo
Manuela Sáenz
Esp.Tur. La Mariscal
Eloy Alfaro
Quitumbe
Tumbaco
Los Chillos

Incluye las parroquias: 
- Calderón
- Llano Chico

#### Administración Zonal Norte Eugenio Espejo
Incluye las parroquias:
- Concepción
- Cochapamba
- Kennedy
- El Inca
- Jipijapa
- Belisario Quevedo
- Rumipamba
- Iñaquito
- Mariscal Sucre
- Nayón
- Zámbiza
- Atahualpa
- Chavezpamba
- Perucho
- Puéllaro
- San José de Minas
- Guayllabamba

##### Administración Especial Turística La Mariscal
Esta administración es una subdivisión de la Administración Zonal Eugenio Espejo que ejerce una autoridad especial en el Barrio turístico La Mariscal de la Parroquia Mariscal Sucre.

#### Administración Zonal Centro Manuela Sáenz
Incluye las parroquias:
- Centro Histórico
- San Juan
- Itchimbía
- La Libertad
- Puengasi

#### Administración Zonal Eloy Alfaro
Incluye las parroquias:
- La Argelia
- Chimbacalle
- La Magdalena
- Chilibulo
- San Bartolo
- La Mena
- La Ferroviaria
- Solanda
- Lloa

#### Administración Zonal Quitumbe
Incluye las parroquias:
- La Ecuatoriana
- Chillogallo
- Quitumbe
- Guamaní
- Turubamba

#### Administración Zonal Tumbaco
Incluye las parroquias:
- Cumbayá
- Tumbaco
- Puembo
- Pifo
- Checa
- Tababela
- Yaruquí
- El Quinche

#### Administración Zonal Los Chillos
Incluye las parroquias:
- Conocoto
- Guangopolo
- Alangasí
- La Merced
- Píntag
- Amaguaña

#### Administración Zonal Chocó Andino
Incluye las parroquias:
- Calacalí
- Gualea
- Nono
- Nanegal
- Nanegalito
- Pacto

## Empresas Públicas Metropolitanas
Las Empresas Públicas Metropolitanas son las encargadas de la prestación de servicios públicos en el distrito. Las empresas funcionan a manera de Empresas Públicas de acuerdo a la ley, estas son:
- Empresa Pública Metropolitana de Agua Potable y Saneamiento
- Empresa Pública Metropolitana de Aseo - EMASEO
- Empresa Pública Metropolitana de Gestión Integral de Residuos Sólidos
- Empresa Pública Metropolitana de Movilidad y Obras Públicas
- Empresa Pública Metropolitana de Transporte de Pasajeros
- Empresa Pública Metropolitana Metro de Quito
- Empresa Pública Metropolitana de Gestión del Destino Turístico - QUITO TURISMO
- Empresa Pública Metropolitana de Hábitat y Vivienda
- Empresa Pública Metropolitana de Servicios Aeroportuarios
- Empresa Pública Metropolitana de Rastro
- Empresa Pública Metropolitana para la Logística de Seguridad y Convivencia Ciudadana - EMSEGURIDAD-Q
- Empresa Pública Metropolitana Mercado Mayorista de Quito

### Otras dependencias
- Cuerpo de Agentes Metropolitanos de Control
- Agencia Metropolitana de Promoción Económica - CONQUITO
- Agencia Metropolitana de Coordinación Distrital del Comercio
- Agencia Metropolitana de Control
- Agencia Metropolitana de Tránsito
- Instituto Metropolitano de Patrimonio - IMP
- Instituto Metropolitano de Planificación Urbana - IMPU
- Instituto de la Ciudad
- Fundación Museos de la Ciudad
- Fundación Teatro Nacional Sucre
- Quito Honesto
- Unidad Patronato Municipal San José